# Neptunium(IV)-chlorid
Neptunium(IV)-chlorid ist eine chemische Verbindung aus den Elementen Neptunium und Chlor. Es besitzt die Formel NpCl4 und gehört zur Stoffklasse der Chloride.

## Darstellung
Neptunium(IV)-chlorid wurde erstmals durch Umsetzung von Neptunium(IV)-oxid (NpO2) oder Neptunium(IV)-oxalat (Np(C2O4)2) mit Tetrachlormethan (CCl4) bei 500 °C gewonnen.
{\displaystyle {\ce {NpO2 + CCl4 -> NpCl4 + CO2}}}

## Eigenschaften

### Physikalische Eigenschaften
Neptunium(IV)-chlorid ist ein orange-brauner Feststoff, der bei 538 °C schmilzt. Es kristallisiert im tetragonalen Kristallsystem mit den Gitterparametern a = 825 pm und c = 746 pm.

### Chemische Eigenschaften
Neptunium(IV)-chlorid ist feuchtigkeitsempfindlich. Ein Erhitzen an der Luft bei 750 °C führt zum Neptunium(IV)-oxid. Es kann zum Neptunium(III)-chlorid (NpCl3) reduziert werden: durch Wasserstoff bei 450 °C und durch Ammoniakgas bei 350 bis 1000 °C.
{\displaystyle {\ce {2 NpCl4 + H2 -> 2 NpCl3 + 2 HCl}}}
Es ist löslich in organischen Lösungsmitteln wie Aceton und Nitromethan.

## Sicherheitshinweise
Einstufungen nach der CLP-Verordnung liegen nicht vor, weil diese nur die chemische Gefährlichkeit umfassen und eine völlig untergeordnete Rolle gegenüber den auf der Radioaktivität beruhenden Gefahren spielen. Auch Letzteres gilt nur, wenn es sich um eine dafür relevante Stoffmenge handelt.